# Mory Sidibé
Pour les articles homonymes, voir Sidibé.
Mory Sidibé est un joueur français de volley-ball né le 17 juin 1987 à Noisy-le-Grand (Seine-Saint-Denis). Il mesure 1,93 m et joue attaquant. Il totalise 114 sélections en équipe de France.

## Clubs
| Club                       | De             | À         |
| -------------------------- | -------------- | --------- |
| Stade Poitevin             | 2006-2007      | 2007-2008 |
| Saint-Brieuc CAVB          | 2008-2009      | 2008-2009 |
| Bozkurt Belediye-Kastamonu | 2009-2010      | 2009-2010 |
| Noliko Maaseik             | 2010-2011      | 2010-2011 |
| Copra Piacenza             | 2011-2012      | 2011-2012 |
| ACH Volley                 | 2012-2013      | 2012-2013 |
| Paris Volley               | novembre 2013  | mai 2014  |
| Chengdu                    | juin 2014      |           |
| Club Muharraq              | september 2015 |           |
| Bank Sumsel Babel          | january 2016   |           |

! Scope=row  |  Omonia
2017-2018

## Palmarès

### Club et équipe nationale
- Ligue mondiale (1)
  - Vainqueur : 2015
- Championnat d'Europe (1)
  - Vainqueur : 2015
- Championnat d'Europe des moins de 19 ans 
  - Finaliste : 2005
- Championnat d'Europe des moins de 21 ans 
  - Finaliste : 2006
- Championnat de France
  - Finaliste : 2007, 2008, 2014
- Championnat de Belgique (1)
  - Vainqueur : 2011
- Coupe de Belgique de volley-ball masculin (1)
  - Finaliste : 2011
- Coupe de Slovénie (1)
  - Vainqueur : 2013
- MEVZA (1)
  - Vainqueur : 2013
- Championnat de Slovénie (1)
  - Vainqueur : 2013
- Coupe de la CEV (1)
  - Vainqueur : 2014

### Distinctions individuelles
- Meilleur marqueur du Championnat d'Europe des moins de 21 ans 2006